# Senna spinigera
Senna spinigera är en ärtväxtart som först beskrevs av Carlos Toledo Rizzini, och fick sitt nu gällande namn av Howard Samuel Irwin och Rupert Charles Barneby. Senna spinigera ingår i släktet sennor, och familjen ärtväxter. Inga underarter finns listade i Catalogue of Life.